# Acqua Fragile
Acqua Fragile é um grupo de rock progressivo italiano, ativo nos anos 1970.

## História
Quinteto de Parma, formado em 1971, compreendia o cantor Bernardo Lanzetti, que tornara à Itália após viver um longo tempo nos Estados Unidos, o guitarrista Gino Campanini e o baterista Piero Canavera. A eles se juntou o tecladista Maurizio Mori e o baixista Franz Dondi, que havia tocado com I Moschettieri, um dos tantos jovens grupos que tocaram nos concertos de abertura dos Rolling Stones durante o seu tour italiano, mas que realizou apenas um único 45 rotações, em 1967, intitulado Quando il tempo dell'amore.
Em um dos últimos concertos com o velho nome, os cinco foram notados pela Premiata Forneria Marconi, que os introduziu ao seu manager Franco Mamone.
Com o novo nome Acqua Fragile e a gerência profissional de Mamone, o grupo conseguiu tocar na abertura de importantes concertos de grupos estrangeiros como Soft Machine, Alexis Korner & Snape, Tempest, Curved Air, Audience, Uriah Heep, e sobretudo o Gentle Giant.
O seu primeiro álbum saiu em 1973 pela etiqueta independente Numero Uno sendo um dos poucos álbuns de progressivo italiano cantados inteiramente em inglês. Um bom álbum, com algumas influências West Coast nas partes co mais vozes, sob uma base musical inspirada no rock progressivo inglês, em particular de grupos como Genesis e Gentle Giant.
O LP compreende sete longas músicas, com boas partes instrumentais e a característica voz rouca de Lanzetti, que possui alguma semelhança com o vibrado de Roger Chapman, do Family.
A escolha de cantar em inglês provavelmente não ajudou o grupo a obter uma grande popularidade na Itália, e o álbum não foi realizado no exterior como provavelmente se esperava. Estranhamente a cobertura não contém as letras originais inglesas, mas somente as traduções italianas.
O segundo álbum, Mass media stars, saiu em 1974, mas dessa vez foi também estampado nos Estados Unidos graças às letras em inglês. Não muito diferente do primeiro, mas com uma produção ligeiramente mais cuidadosa, também continha seis músicas.
No fim de 1974, após a dissolução do grupo The Trip o seu tecladista Joe Vescovi substituiu Maurizio Mori no Acqua Fragile. A sua presença, que durou poucos meses, foi documentada no CD bootleg Live in Emilia.
Mas o golpe definitivo à estabilidade do grupo foi o abandono de Bernardo Lanzetti que se uniu à PFM, substituído por um breve tempo por Roby Facini, que integrara o Top 4 e i Dik Dik. Finalmente o Acqua Fragile se dissolveu em 1975.
Depois da experiência com a PFM, Lanzetti empreende uma carreira solística de bom nível. Atualmente toca com o Mangala Vallis. O baixista Franz Dondi e o baterista Pier Emilio Canavera tocaram com o Rocky's Filj, e depois em um grupo inspirado nos Beatles, intitulado Shout!, que realizaram dois CDs nos anos 1990.
Dondi recentemente formou o Acqua Fragile Project, com uma nova formação, à qual é o único membro originário, mas com um repertório formado pelas velhas composições do grupo.

## Formação
- Bernardo Lanzetti (voz, guitarra. violão)
- Gino Campanini (guitarra, violão, bandolim, vocal)
- Maurizio Mori (teclado, vocal)
- Franz Dondi (baixo)
- Pier Emilio Canavera (bateria, violão, vocal)

## Discografia

### LP
- 1973 - Acqua Fragile (Numero Uno, DZSLN 55656)
- 1974 - Mass media stars (Ricordi, SMRL 6150)

### CD
- 1991 - Acqua Fragile (BMG, ND 74853) reedição do álbum de 1973.
- 1991 - Mass media stars (Contempo, CONTECD 003) reedição do álbum de 1974.
- 1994 - Live in Emilia (Prehistoric, PR 03) Gravações live de 1975.